# Boeing 747 Dreamlifter
Boeing 747 Dreamlifter (prej Large Cargo Freighter ali LCF) je štirimotorno reaktivno transportno letalo za prevoz tovorov velikih dimenzij. Boeing ni namensko gradil Dreamlifterja, ampak so predelali štiri Boeinge 747-400. Primarno se uporablja za prevoz komponent Boeinga 787.
Tovorni prostor ima kapaciteto 1840 kubičnih metrov in je tako največji na svetu.

## Specifikacije
Volumen tovornega prostora je 1840 kubičnih metrov
| Model                      | 747 Dreamlifter                  | 747-400                                                              |
| -------------------------- | -------------------------------- | -------------------------------------------------------------------- |
| Posadka                    | 2                                | 2                                                                    |
| Dolžina                    | 235 ft 2 in (71,68 m)            | 231 ft 10 in (70,6 m)                                                |
| Razpon kril                | 211 ft 5 in (64,4 m)             | 211 ft 5 in (64,4 m)                                                 |
| Višina                     | 70 ft 8 in (21,54 m)             | 63 ft 8 in (19,4 m)                                                  |
| Širina trupa               | 27 ft 6 in (8,38 m)              | 21 ft 4 in (6,50 m)                                                  |
| Prazna operativna teža     | 180.530 kg (398.000 lb)          | 179.015 kg (394.661 lb)                                              |
| Maks. vzletna teža         | 364.235 kg (803.001 lb)          | 396.890 kg (874.990 lb)                                              |
| Potovalna hitrost          | Mach 0,82 (474 vozlov, 878 km/h) | Mach 0,85 (491 vozlov, 910 km/h)                                     |
| Vzletna razdalja MTOW      | 9199 ft (2804 m)                 | 9902 ft (3018 m)                                                     |
| Dolet pri polnem tovoru    | 4.200 nmi (4.800 mi; 7.800 km)   | 7.260 nmi (8.350 mi; 13.450 km)                                      |
| Maks. kapaciteta goriva    | 52.609 U.S. gal (199.150 L)      | 57.285 U.S. gal (216.850 L)                                          |
| Motorji (x 4)              | PW 4062                          | PW 4062 GE CF6-80C2B5F RR RB211-524G/H                               |
| Potisk motorjev (na motor) | 63.300 lbf (282 kN)              | PW 63.300 lbf (282 kN) GE 62.100 lbf (276 kN) RR 59.500 lbf (265 kN) |

Viri: Boeing 747-400 specifications, Boeing 747 Airport Report, 747 LCF fact sheet